# 大通黄耆
大通黄耆（学名：Astragalus datunensis）为豆科黄芪属的植物，为中国的特有植物。分布于中国大陆的青海等地，生长于海拔3,800米的地区，多生长在山顶流石滩中，目前尚未由人工引种栽培。